# Åke Gullander
Åke Henrik Gullander, född 12 januari 1898 i Sandhems församling, Jönköpings län, död 5 oktober 1971 i Rävinge församling, Hallands län
, var en svensk agronom.
Gullander, som var son till godsägare Einar Gullander och Elin Liepe, avlade studentexamen i Göteborg 1916, studerade vid Göteborgs handelsinstitut 1918 och avlade agronomexamen i Alnarp 1922. Han praktiserade inom jordbruk i Halland, Skåne och Södermanland, var anställd på Balgö 1924–1926, arrendator av Bårarp i Rävinge socken 1926–1939 och ägare från 1939.
Gullander var ordförande i Sveriges slakteriförbunds förvaltningsråd från 1939, i Halmstads slakteriförening från 1956, i Hallands länsförbund av Riksförbundet Landsbygdens folk (RLF) 1933–1946, vice ordförande i RLF 1957–1961, ledamot av RLF:s centralstyrelse 1937–1961 och av Hallands läns hushållningssällskaps förvaltningsutskott 1934–1955. Han skrev artiklar i tidningar och tidskrifter samt var redaktör och ansvarig utgivare för Halländska lantmannatidningen.